# Astragalus jabbor-khailii
Astragalus jabbor-khailii là một loài thực vật có hoa trong họ Đậu. Loài này được Kitam. miêu tả khoa học đầu tiên.